# Luigi Di Biagio
Luigi Di Biagio, né le 3 juin 1971 à Rome, est un footballeur international italien qui évoluait au poste de milieu de terrain puis reconverti entraîneur.
Di Biagio a porté notamment les maillots de l'AS Rome et de l'Inter Milan. Il dispute avec la sélection italienne les Coupes du monde de 1998 et 2002, ainsi que l'Euro 2000.

## Biographie

### En club
Formé à la Lazio Rome, il ne joue qu'un seul match avec cette équipe. Il est donc contraint de descendre dans les divisions inférieures à Monza pour gagner du temps de jeu. Il y passe trois ans entre Série B et Série C1. Il est repéré par l'US Foggia de Zdeněk Zeman en 1992. Le club évolue en Série A et y pratique un des meilleurs football de la péninsule. Les deux premières saison se passent bien individuellement et collectivement. Il s'impose comme un très bon joueur de Série A. Di Biagio se fait connaitre comme un joueur de tête redoutable mais aussi un très bon tireur de coups francs[réf. nécessaire]. Au cours de l'été 1994 le technicien tchèque et de nombreux joueurs importants quittent Foggia, ceci aboutit sur la relégation du club à la fin de la saison 1994-1995.
Luigi Di Biagio s'engage alors en faveur de l'AS Rome dont il devient immédiatement un titulaire. À l'été 1997, Zeman devient son entraineur à Rome et il réalise une saison 1997-1998 de toute beauté qui lui vaut de faire ses débuts en équipe d'Italie.  
À l'été 1999, Zeman quitte Rome et Di Biagio aussi. Il s'engage en faveur de l'Inter Milan. Il va y jouer quatre saisons sans remporter de titre. 
Il finit sa carrière à Ascoli en 2007 après trois ans à Brescia et un court passage dans le club amateur de la Storta Roma. Depuis sa retraite il s'occupe des équipes de jeune de ce club de Rome.

### En équipe nationale
Il est sélectionné pour la Coupe du monde 1998. Il est titulaire dans cette compétition et marque un but lors du premier tour contre le Cameroun. En revanche, il manque le dernier tir au but décisif en quart de finale contre la France, en tirant sur la barre transversale de Fabien Barthez (score 0-0, tab 3-4). 
Durant son passage à Milan, il conforte son statut de joueur important de l'équipe d'Italie en jouant l'Euro 2000 (compétition durant laquelle il ouvre le score face à la Suède contribuant à la victoire 2-1 de la Squadra Azzura) et la coupe du monde 2002.

### En tant qu'entraîneur
Il devient en 2011 sélectionneur l'équipe d'Italie des moins de 20 ans de football avant de prendre en charge l'équipe d'Italie espoirs de football en juillet 2013.
Le 5 février 2018, il est nommé sélectionneur provisoire de l'Italie.

## Statistiques en championnat
| Année     | Équipe      | Championnat | Matchs | Buts |
| --------- | ----------- | ----------- | ------ | ---- |
| 1988-1989 | Lazio Rome  | Série A     | 1      | 0    |
| 1989-1990 | AC Monza    | Serie B     | 7      | 0    |
| 1990-1991 | AC Monza    | Serie B     | 12     | 0    |
| 1991-1992 | AC Monza    | Série C1    | 27     | 1    |
| 1992-1993 | US Foggia   | Série A     | 30     | 5    |
| 1993-1994 | US Foggia   | Série A     | 28     | 3    |
| 1994-1995 | US Foggia   | Série A     | 29     | 4    |
| 1995-1996 | AS Rome     | Série A     | 30     | 2    |
| 1996-1997 | AS Rome     | Série A     | 27     | 3    |
| 1997-1998 | AS Rome     | Série A     | 30     | 7    |
| 1998-1999 | AS Rome     | Série A     | 27     | 3    |
| 1999-2000 | Inter Milan | Série A     | 29     | 2    |
| 2000-2001 | Inter Milan | Série A     | 32     | 4    |
| 2001-2002 | Inter Milan | Série A     | 31     | 3    |
| 2002-2003 | Inter Milan | Série A     | 25     | 4    |
| 2003-2004 | Brescia     | Série A     | 31     | 7    |
| 2004-2005 | Brescia     | Série A     | 34     | 9    |
| 2005-2006 | Brescia     | Serie B     | 19     | 0    |
| 2006-2007 | Storta Roma | Amateur     | 5      | 0    |
| 2006-2007 | Ascoli      | Série A     | 7      | 2    |

### Buts en sélection
| Buts en sélection de Luigi Di Biagio | Buts en sélection de Luigi Di Biagio | Buts en sélection de Luigi Di Biagio | Buts en sélection de Luigi Di Biagio | Buts en sélection de Luigi Di Biagio | Buts en sélection de Luigi Di Biagio | Buts en sélection de Luigi Di Biagio |
| #                                    | Date                                 | Lieu                                 | Adversaire                           | Score                                | Résultats                            | Compétitions                         |
| ------------------------------------ | ------------------------------------ | ------------------------------------ | ------------------------------------ | ------------------------------------ | ------------------------------------ | ------------------------------------ |
| 1                                    | 17 juin 1998                         | Stade de la Mosson, Montpellier      | Cameroun                             | 1-0                                  | 3-0                                  | Coupe du monde 1998                  |
| 2                                    | 19 juin 2000                         | Philips Stadion, Eindhoven           | Suède                                | 1-0                                  | 2-1                                  | Euro 2000                            |

## Palmarès
Alors qu'il a joué en équipe nationale et dans de grands clubs, son palmarès est vierge de titre.
- Italie
  - 31 sélections
  - 2 buts (contre la Cameroun lors de la coupe du monde 1998 et contre la Suède lors de l'Euro 2000).
  - Participation à la Coupe du monde 1998, l'Euro 2000 et à la Coupe du monde 2002.
  - Finaliste de l'Euro 2000.